# روبن پرز (بازیکن فوتبال، زاده ۱۹۸۰)
روبن پرز (انگلیسی: Rubén Pérez؛ زادهٔ ۷ اوت ۱۹۸۰) بازیکن فوتبال اهل اسپانیا است.
از باشگاه‌هایی که در آن بازی کرده‌است می‌توان به باشگاه فوتبال اوئسکا و باشگاه خیمناستیک تاراگونا اشاره کرد.